# Joseph John Annabring
Joseph John Annabring (* 19. März 1900 in Szataryliget, Österreich-Ungarn; † 27. August 1959) war ein ungarischer Geistlicher und Bischof von Superior.

## Leben
Joseph John Annabring empfing am 3. Mai 1927 das Sakrament der Priesterweihe.
Am 27. Januar 1954 ernannte ihn Papst Pius XII. zum Bischof von Superior. Der Erzbischof von Milwaukee, Albert Meyer, spendete ihm am 25. März desselben Jahres die Bischofsweihe; Mitkonsekratoren waren der Bischof von Madison, William Patrick O’Connor, und der Bischof von Crookston, Francis Joseph Schenk.